# Ailyn
Pilar Giménez García (Esplugas de Llobregat, Barcelona, 29 de mayo de 1982), más conocida por su nombre artístico Ailyn, es una cantante española.
Desde el año 2008 hasta 2016 fue la vocalista de la banda de metal sinfónico noruega Sirenia. También participó en la edición española de Factor X.

## Biografía

### Inicios
La trayectoria musical de Giménez comenzó muy pronto; a los quince años se matriculó en la Escuela Albéniz de Esplugas de Llobregat, donde estudió solfeo y canto clásico durante un año. En 2002 debutó como profesional en Cornellá de Llobregat, en el desfile de moda que cada año celebra esta ciudad para recaudar fondos para los enfermos de alzhéimer, y desde entonces colabora cantando cada año.
En octubre de 2002 Giménez resulta ganadora de la final del concurso musical Operación Friki, celebrado en el Salón del Manga de Barcelona, junto a otras dos cantantes (Lydia Cuestas y Marta Mateo), formando en diciembre del mismo año el trío femenino Charm. Tras participar en la selección del Festival de Benidorm en la primavera de 2004, Giménez decide abandonar el grupo e iniciar una carrera en solitario.

### Carrera como solista
En septiembre de 2005 Giménez participó representando a España, en el Festival Internacional de Música Pop Canzoni dal Mondo, estando entre los diez artistas finalistas.
En octubre de ese mismo año obtuvo la tabaiba de plata (segundo puesto) a la mejor interpretación en la quinta edición del Festival Internacional de la Canción de las Islas Canarias.
En noviembre de 2006 obtuvo la tabaiba de oro (primer puesto) a la mejor interpretación de una canción ya editada, en la sexta edición del Festival Internacional de la Canción de las Islas Canarias. La canción presentada fue «Puedo sentir», original de Lena Park (Fall In Love).
En abril de 2008 se presentó a ser candidata a Eurovisión con la canción «Un camino sin fin», quedando en el puesto 77.º de la lista de Myspace.

### Factor X
En mayo de 2007 Giménez fue seleccionada para entrar a participar en el programa de telerrealidad musical de Cuatro, Factor X, dentro de la categoría de dieciséis a veinticinco años. Giménez fue una de los cuatro participantes que actuó en directo en las galas defendiendo un tema adaptado a su estilo.
En las diferentes galas interpretó las canciones: «Time After Time», «Moonlight Shadow», «Bring Me to Life» y «Why», adaptándolas a su estilo. Fue eliminada en la cuarta gala como la quinta expulsada.

### Sirenia

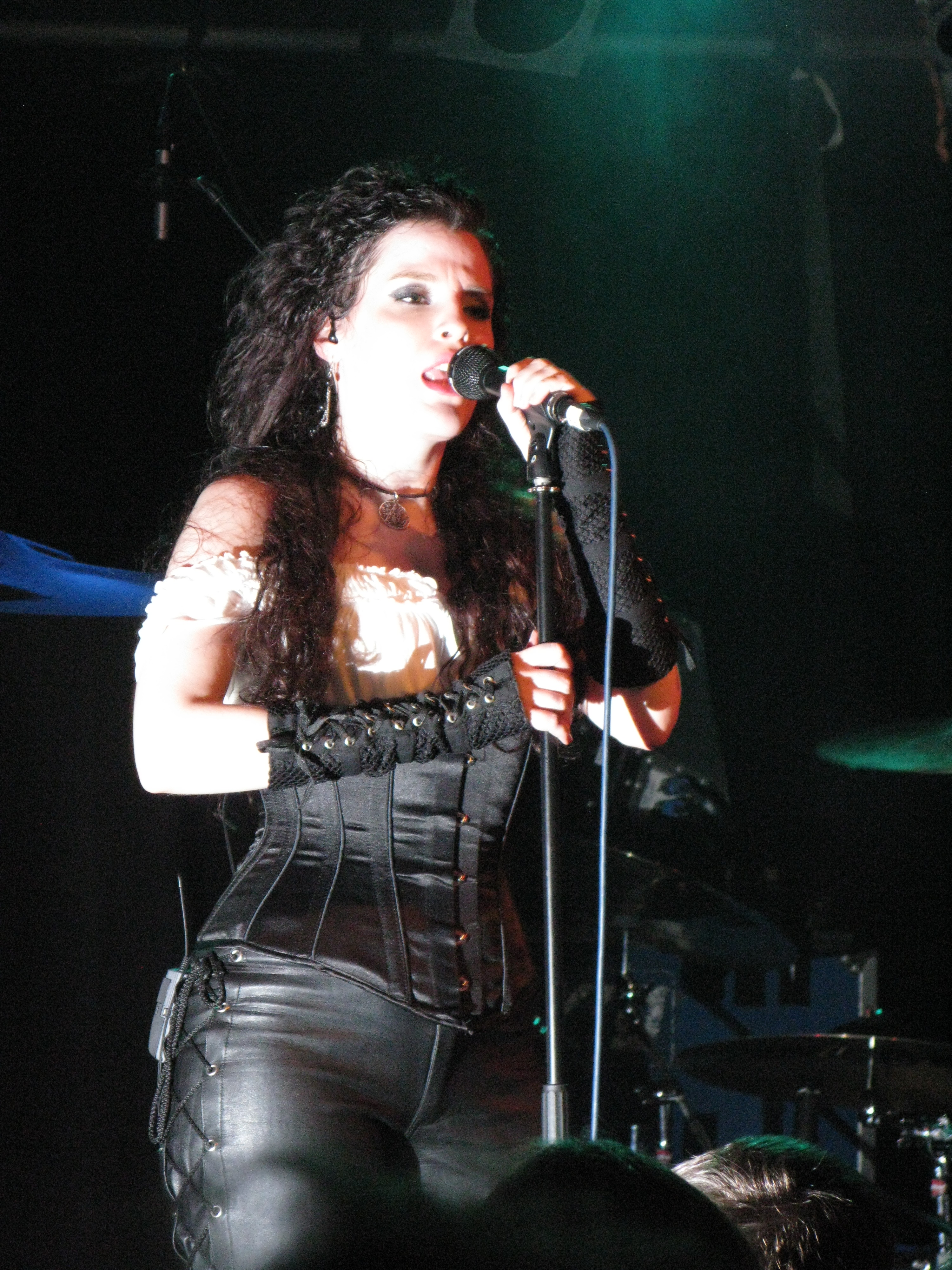
Ailyn junto a Sirenia en 2009.

El 10 de abril de 2008 se anunció que Giménez había resultado electa como la nueva vocalista de la banda de metal sinfónicoSirenia, originaria de Stavanger, Noruega, entre más de quinientas candidatas. Más tarde Giménez declararía en una entrevista que su llegada a Sirenia fue casi accidental y sorpresiva: «Mi hermana los agregó a mis amigos en Myspace, pero no nos dimos cuenta que si queríamos audicionar para la banda tenía que enviarles un demo o agregarlos como amigos, así que me sorprendió cuando me escribieron que fuera a Noruega y que audicionara como la nueva vocalista. Fui dos veces, la primera vez fue para una audición en un estudio y la segunda con todos los miembros de la banda. Pienso que fui seleccionada porque soy la que Morten estaba buscando para la banda, y también desde el primer momento nos conectamos todos los miembros de Sirenia y yo».
El 3 de agosto de 2008 Giménez empezó a grabar su parte del álbum en el país escandinavo, el cual ya estaba totalmente compuesto y prácticamente terminado en su sección instrumental cuando ingresó al grupo. Las sesiones se extendieron hasta septiembre en los Stargoth Studios de Noruega.
A finales de 2008, Sirenia dio a conocer su primer álbum de estudio con la española y el cuarto de su discografía, titulado The 13th Floor, del que se lanzó el único sencillo «The Path to Decay». El disco salió a la venta el 23 de enero de 2009.
Posterior a ello, la agrupación realizó su primera gira mundial durante 2009 hasta finalizar en la primera mitad de 2010, que los llevó por Europa y Latinoamérica promocionando el álbum.
Posteriormente, Sirenia lanzó su quinto álbum de estudio el 21 de enero de 2011, lo que convierte a Ailyn en la primera vocalista de la banda en grabar un segundo material discográfico. El nombre del álbum es The Enigma of Life, del que se desprende el sencillo «The End of It All». En este trabajo, Giménez interpreta dos canciones incluidas como pistas adicionales en español: «Oscura realidad» y dos versiones distintas de «El enigma de la vida», canciones que se le acreditan en su traducción.
En 2013 Sirenia lanzó su sexto álbum de estudio y tercero con Ailyn llamado Perils of the Deep Blue. Según confiesa la propia cantante, recibió un entrenamiento en 2012 junto a un coro noruego, con la finalidad de recibir una formación distinta para su registro vocal. En 2015 grabó su cuarto y último disco con la banda, llamado The Seventh Life Path.
El martes 5 de julio de 2016, a través de un comunicado de la página oficial de Sirenia, se informó que Sirenia y Ailyn separaban sus caminos. La cantante, por su parte, aseguró que la decisión de abandonar al grupo (al que perteneció por ocho años) no fue de ella, sino de Morten Veland sin entrar en mayores detalles sobre los motivos. Su sustituta fue anunciada el 8 de septiembre del mismo año, la francesa Emmanuelle Zoldan.

### Otras participaciones
En 2011 Giménez participó con la banda austríaca de metal sinfónico y power metal Serenity en el disco Death & Legacy, cantando las canciones «The Chevalier» y «Prayer», cuyos vídeos musicales fueron rodados en Austria y estrenados a mediados de enero de 2011. El disco fue lanzado el 25 de febrero de ese año. 
Giménez también colaboró con el grupo español de metal sinfónico Diabulus in Musica en la canción «Furia de libertad» del álbum Argia, que salió a la venta en abril de 2014.
Con la banda griega Enemy of Reality también colaboró en el sencillo «Needle Bites», perteneciente al álbum Rejected Gods. El disco salió a la venta a finales de julio, y el vídeo musical fue estrenado a finales de agosto.

## Vida personal
Ailyn sufre de heterocromía, es decir, que tiene ojos de diferente color; su ojo derecho es de color marrón y el izquierdo de color verde. Tiene diabetes mellitus tipo 1 desde los siete años.

## Discografía

### ConSirenia
- The 13th Floor (2009)
- The Enigma of Life (2011)
- Perils of the Deep Blue (2013)
- The Seventh Life Path (2015)

### ConSerenity
- Death & Legacy (2011, vocales en “The Chevalier” y “Prayer”).

### ConDiabulus in Musica
- Argia (2014, vocales en "Furia de Libertad").

### ConEnemy of Reality
- Rejected Gods (2014, vocales en “Needle Bites”).

### ConSebastien
- Dark Chambers of Dejà Vu (2015, vocales en “Last Dance at Rosslyn Chapel”).

### ConMelted Space
- The Great Lie (2015, vocales en “Listen To The Song Of Despair”, ”Titania” & ”Lost Souls From The Other Side”).

### ConMägo de Oz
- Finisterra Opera Rock (2015) - en el tema “Astaroth” junto con Leo Jiménez.

### ConVivaldi Metal Project
- The Four Seasons (2016) - en el tema “Escape From Hell”.

### ConDébler
- Somnia  (2017) - en los temas “Cuando Las Estrellas Dejen De Brillar” & “Somnia (Canción)”

### ConSecret Rule
- The Key To The World (2017) - en el tema "Imaginary World".